# Bitka pri Isu (194)
Bitka pri Isu je bila tretja večja bitka leta 194 n. št. med rimskimi silami, zvestimi novorazglašenemu cesarju Septimiju Severju, na eni in rimskimi silami, zvestimi njegovemu tekmecu Pesceniju Nigru, na drugi strani. Nekaj mesecev prej so se v kaosu, ki ga je povzročil atentat na cesarja Komoda, kasneje znanem kot Leto petih cesarjev.

## Ozadje
Prvo se je za cesarja razglasil Pertinaks, po njegovem umoru je bil Didij Julijan izvoljen za cesarja v Rimu s podporo pretorijanske garde (193). Generali, ki so poveljevali provincialnim vojskam, pa niso priznali novega cesarja in so si s podporo lastnih čet prizadevali za prestol. Trije rimski guvernerji so se neodvisno drug od drugega s podporo čet pod svojim poveljstvom razglasili za nove cesarje - Septimij Sever na Balkanu, Pescenij Niger v Siriji in Klodij Albin v Britaniji. 
Sever, ki je bil najbližji, je s četami prvega junija leta 193 vstopil v Rim, odstranil Julijana in prevzel prestol. Kmalu zatem je sklenil sporazum z Klodijem Albinom. S Pescenijem Nigerjem pa ni bilo dogovora in je poslal svoje čete pod poveljstvom legata Tiberija Klavdija Kandida na vzhod.
Po zaporednih porazih v Kiziku in Nikeji leta 193 se je Nigerjeva vojska uspešno umaknila v gorovje Taurus, kjer je odločno branila Kilikijski prelaz. Takrat je poveljnika severskih čet Tiberija Klavdija Kandida zamenjal Publij Kornelij Anulin, morda zato, ker prvemu ni uspelo preprečiti umika rivalne vojske.

## Bitka
Anulin je sčasoma vstopil v Sirijo, zadnja bitka pa se je zgodila maja 194 blizu Isa, kraja, kjer je Aleksander Veliki leta 332 pr. n. št. premagal perzijskega kralja Dareja III. Sever je izkoristil nadzor, ki ga je imel nad življenji otrok provincialnih guvernerjev, ki so ostali v Rimu in rivalstvo med mesti v regiji, s čimer je spodbudil guvernerje, da so zamenjali strani, eno legijo, da je dezertirala in nekaj mest k uporu.
Severove čete so napadle prve, medtem ko so jih Nigerjeve sile obstreljevale. Po Dionovem mnenju so severski legionarji uporabljali formacijo Testudo (želvo), pri čemer so svoje ščite uporabljali za zaščito bodisi sebe bodisi svojih strelcevt (vendar se zdi, da pri obleganjih ali proti zelo mobilnim napadalcem ni bil uporabljen pravi testudo). Hkrati je severska konjenica napadla od zadaj. Boj je bil hud, a na koncu je Sever odločilno zmagal in Niger je ušel nazaj v Antiohijo. Nenadna nevihta je nekoliko znižala moralo Nigerjevih čet, ki so ji bili postavljeni neposredno nasproti, saj so jo pripisali božjemu posredovanju.
Na mestu je bil postavljen slavolok v spomin na Severjevo zmago.

## Posledice
Medtem, ko je ta bitka končala sovražnosti na bojišču med dvema tekmecema za nadzor nad vzhodom (Niger je bil nekaj dni kasneje ujet in ubit), je mesto Bizanc vzdržalo obleganje Severjevih čet do leta 196 n. št., verjetno v upanju, da bo tretji tekmec principata, guverner Britanije Klodij Albin, premagal Severja na zahodu, a je tudi tu zmagal Sever.

## Navedbe
1. 1 2 3  Potter 2004, str. 104
2. 1 2  The Cambridge History of Greek and Roman Warfare: Rome from the Late Republic to the Late Empire, Cambridge University Press, 2007, str. 130–31. ISBN 0-521-78274-0.
3. 1 2  Erdcamp, Paul. A Companion to the Roman Army, John Wiley and Sons, 2010, str. 263. ISBN 1-444-33921-4.
4. ↑  Campbell, J. B. Vojna in družba v cesarskem Rimu, 31 pr. n. št.-284 n. št., Routledge, 2002, str. 60. ISBN 0-415-27881-3.